# Rubber (1936)
Rubber is een Nederlandse speelfilm uit 1936 onder regie van Johan de Meester en Gerard Rutten. De film is een vrije bewerking van de gelijknamige roman uit 1931 van Madelon Székely-Lulofs.

## Verhaal
De film speelt zich af op een rubberplantage in het koloniale Sumatra in Nederlands-Indië ten tijde van de hoogtijdagen van rubbervraag voorafgaande aan de financiële crisis. Johannes 'John' van Laer is een man in dienst van de rijke, strenge Meesters. Hij is verloofd met Renée Gelderda, die in Nederland woont, maar van plan is te emigreren naar Sumatra. Meesters is niet blij met dit nieuws: hij voorspelt dat de vrouw enkel ziek zal worden in de rimboe en dat hij minder tijd zal overhouden voor zijn werk. Niettemin trouwen John en Renée vlak na haar aankomst.
Aanvankelijk kan het pasgetrouwde stel geen genoeg van elkaar krijgen. Echter, Johns harde en langdurige werk op de plantage begint na drie maanden zijn tol te eisen. Renée raakt verveeld en probeert koste wat het kost haar leven spannend te houden. Zo sleurt ze haar man mee naar feesten. Ze bouwt een intieme band op met Ravinsky, een eenzame Rus in dienst van Meesters. Ook John houdt er een maîtresse op na. Ondertussen hebben de dalingen van de koersen in Nederland ertoe geleid dat Meesters ontslagen dreigt te worden, omdat zijn werknemers niet genoeg latex produceren.
Op een dag wordt Meesters opgeroepen en John wordt aangewezen als zijn tijdelijke vervanger. Dit komt hem ongelegen, omdat hij diezelfde avond een romantisch diner met Renée had gepland. Hij zou geassisteerd worden door Ravinsky, maar Ravinsky heeft gebruikgemaakt van deze situatie om Renée te bezoeken, die met smart wacht op John. Ze besluit het geplande diner met Ravinsky door te brengen, met een romantische afsluiting als gevolg. Bij haar terugkomst komt ze tot de ontdekking dat Joop onverwachts is overleden. Joop was de vriendelijke collega van John en de echtgenoot van Renées vriendin Annet. Annet kan zijn overlijden moeilijk verwerken. Zij wordt ernstig ziek en verlaat Sumatra.
Tijdens een volgend feest maakt Meesters bekend dat hij is ontslagen. Op ditzelfde feest wordt Renée betrapt tijdens een geheime ontmoeting met Ravinsky. Tot haar verbazing dringt de man die haar betrapte zich aan haar op. Ze schrikt en rent naar buiten, waar ze getuige is van een bloedbad dat wordt aangericht door een doorgedraaide Sumatraan. Hierbij wordt Ravinsky vermoord. Als de moordenaar haar opmerkt, probeert hij haar dood te steken met een mes. John, inmiddels op de hoogte van de affaire, is haar achterna gerend en schiet de moordenaar dood voordat hij Renée kan neersteken. Ze realiseren zich hoe veel ze van elkaar houden en verklaren elkaar opnieuw de liefde.

## Rolverdeling
| Acteur                      | Personage                |
| --------------------------- | ------------------------ |
| Jules Verstraete            | Jan Meesters             |
| Enny Meunier                | Renée Gelderda-Van Laer  |
| Frits van Dongen            | Johannes 'John' van Laer |
| Georges Spanelly            | Ravinsky                 |
| Amsy Moina                  | Kiku San                 |
| Dolly Mollinger             | Annet Walendijk          |
| Tony van Otterloo           | Joop Walendijk           |
| Constant van Kerckhoven Jr. | Meneer Stoops            |
| Mien Duymaer Van Twist      | Mevrouw Stoops           |
| Philippe La Chapelle        | Van Eekeren              |
| Elias van Praag             | Kostman                  |

## Achtergrond
Toen in 1935 bekend werd dat de controversiële roman verfilmd zou worden, ontstond er onmiddellijk ophef. William Westerman, Tweede Kamerlid voor het Verbond voor Nationaal Herstel, diende zelfs een voorstel in voor een verbod. Het script werd uiteindelijk zo bewerkt, dat de film toch gemaakt mocht worden. Toen de filmploeg in september in Medan arriveerde voor de buitenopnamen, bezwoor Gerard Rutten dat zijn nieuwe film géén relletjesfilm zou worden.
Rubber was waarschijnlijk de eerste Nederlandse film die deels opgenomen werd buiten Europa, namelijk op Sumatra, in het tegenwoordige Indonesië. Bovendien was het in die tijd de duurste Nederlandse film ooit gemaakt. De binnenopnamen werden gemaakt in de Cinetone Filmstudio's in Amsterdam.

## Trivia
- De film is in augustus 2013 in zijn geheel uitgezonden op Nostalgienet.[bron?]